# Zhang Youxia

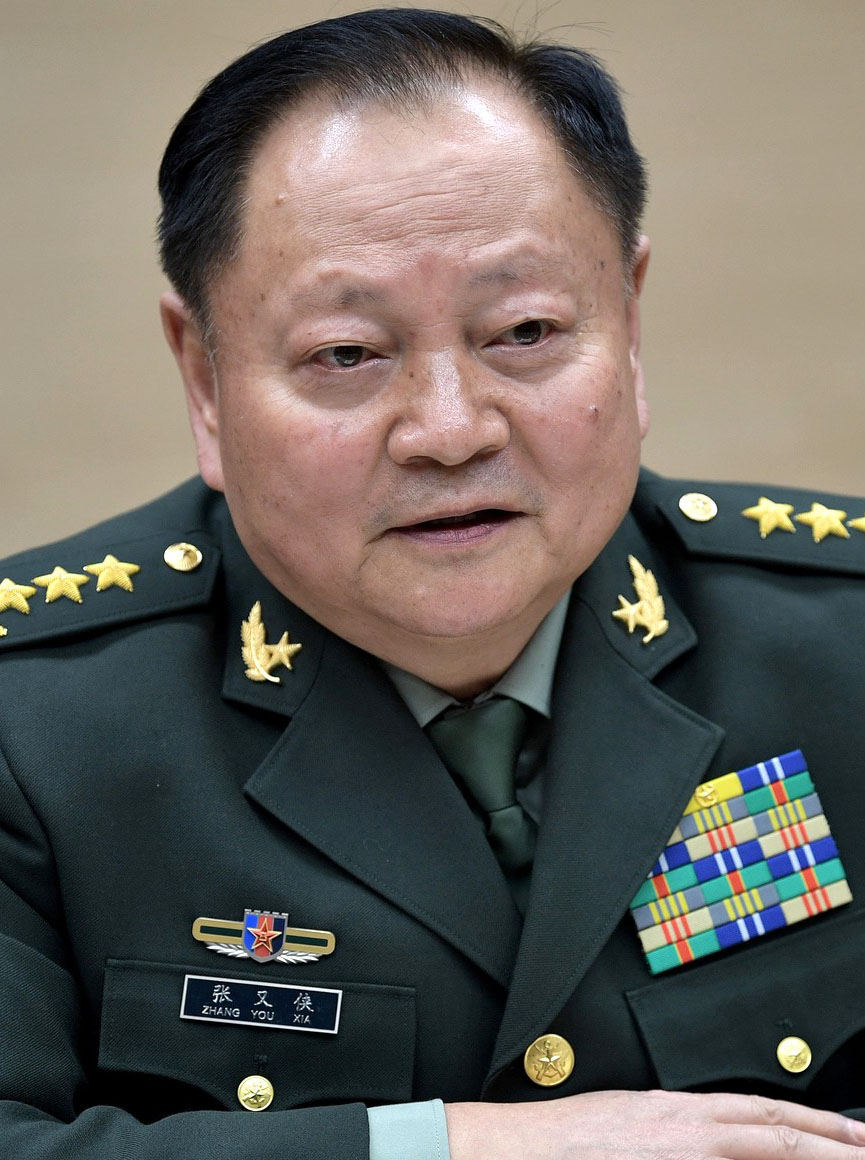
Zhang Youxia im Jahr 2017

Zhang Youxia (chinesisch 张又侠, Pinyin Zhāng Yòuxiá; * Juli 1950 in  Beijing) ist ein chinesischer General und seit Oktober 2017 Mitglied des 19. Politbüros der Kommunistischen Partei Chinas. Er ist seit Oktober 2017 Vizevorsitzender der Zentrale Militärkommission und damit hinter Präsident Xi Jinping einer der zwei ranghöchsten Befehlshaber des Militärs; der andere ist General He Weidong (何卫东, * 1957).

## Werdegang
Zhang wurde im Juli 1950 in Beijing geboren und wuchs in der Stadt Weinan in der Provinz Shaanxi auf. Sein Vater, Zhang Zongxun, war ebenfalls General in der Volksbefreiungsarmee. Er und der Vater von Präsident Xi Jinping waren Kameraden in der Armee in den 1940ern. Zhang Youxia trat im Jahr 1968 in die Volksbefreiungsarmee ein. Im Jahr 1979 nahm er als Kommandant am Chinesisch-Vietnamesischen Krieg teil. Beim chinesisch-vietnamesischen Grenzkonflikt im Jahr 1984 agierte er als Oberst.
Ab dem Jahr 2000 war Zhang Kommandeur in der 13. Armee und anschließend Vize-Kommandeur für die Militärregion Beijing. Ab 2007 war er Kommandeur in der Militärregion Shenyang und wurde zum Generalleutnant befördert. Im Jahr 2011 wurde er zum General ernannt. Im Oktober 2012 wurde er Leiter des Hauptzeugamts der Volksbefreiungsarmee. Neben der Entwicklung und Beschaffung von Waffensystemen gehörte dort auch die gesamte Raumfahrt der Volksrepublik China zu seinem Aufgabenbereich. Zhang ist ein Befürworter der Verknüpfung militärischer und ziviler Projekte, eine Idee die Xi Jinping initiierte und Zhang im weiteren Verlauf vorantrieb. Ferner arbeitete er an der Intensivierung der militärischen Kooperation mit Russland.
Zhang ist seit Oktober 2017 Mitglied des Politbüros und des Zentralkomitees der Kommunistischen Partei Chinas. Er war Mitglied des 17. und 18. Zentralkomitees. Im Oktober 2017 wurde er Vizevorsitzender der Zentralen Militärkommission und ersetzte Chang Wanquan. Er gilt als sehr enger Verbündeter von Präsident Xi Jinping und war eine der treibenden Kräfte bei der zum 1. Januar 2016 in Kraft getretenen Tiefgreifenden Reform der Landesverteidigung und des Militärs. Außerdem zählt er zu den wenigen Militärs mit Kriegserfahrung.